# 2020年納戈爾諾-卡拉巴赫停火協議
2020年纳戈尔诺-卡拉巴赫停火協議，正式名称《阿塞拜疆共和国总统、亚美尼亚共和国总理与俄罗斯联邦总统声明》，是2020年纳戈尔诺-卡拉巴赫战争的停战协定。2020年11月9日，阿塞拜疆总统伊利哈姆·阿利耶夫、亚美尼亚总理尼科尔·帕希尼扬和俄罗斯总统弗拉基米尔·普京共同签署该协议，該協議規定从莫斯科时间2020年11月10日零时起，亞美尼亞和阿塞拜疆结束纳戈尔诺-卡拉巴赫地区的所有敌对行动。未受任何聯合國會員國承認的阿尔察赫共和国总统阿拉伊克·阿魯秋尼揚也同意结束敌对活动。

## 背景
阿塞拜疆和獲亚美尼亚支持的阿尔察赫共和国于2020年9月27日爆发2020年纳戈尔诺-卡拉巴赫战争。阿塞拜疆在随后的六个星期内取得原阿尔察赫共和国南部领土，並控制阿尔察赫共和国第二大城市舒沙，促使阿塞拜疆、亚美尼亚和阿尔察赫共和国于2020年11月9日达成停火协议。

## 協議內容

协议签订后的时局：
不包括納卡地區的阿塞拜疆本土
亚美尼亚
阿塞拜疆继续控制的地区
克爾巴賈爾區：亚美尼亚到11月15日须撤离的地区
阿格達姆區：亚美尼亚到11月20日须撤离的地区
拉欽區：亚美尼亚到12月1日须撤离的地区
未交予阿塞拜疆控制的納戈爾諾-卡拉巴赫部分地区
俄罗斯维和部队进驻的拉欽走廊
两条通往纳戈尔诺-卡拉巴赫的道路
即将新建的横跨亚美尼亚的新阿塞拜疆运输走廊
冲突前的纳戈尔诺-卡拉巴赫接触线
阿尔察赫声称拥有的其他地区

根据停火协议，交戰双方将互相交换战俘和遺體。此外，亚美尼亚部队将在2020年12月1日之前从亞美尼亞控制的納戈爾諾-卡拉巴赫周邊地區撤出。俄罗斯也將派遣一支2000人的维和部队進駐该地区，为期至少五年，以保护位于亚美尼亚和纳戈尔诺-卡拉巴赫地区之间的拉钦走廊。据阿塞拜疆宣称，土耳其部队也将參與維和，但此一消息並未得到土耳其和俄羅斯官方證實。此外，阿塞拜疆可以通过亚美尼亚休尼克州靠近伊朗边界的一块土地，进入阿塞拜疆的飛地纳希切万自治共和国。俄罗斯部队将监督连接阿塞拜疆與纳希切万之間的道路安全。

## 具體細節
《2020年11月10日俄罗斯联邦常驻联合国代表给安全理事会主席的信》中《阿塞拜疆共和国总统、亚美尼亚共和国总理和俄罗斯联邦总统的声明》的具体内容：
1. 莫斯科时间2020年11月10日凌晨12点开始，纳戈尔诺-卡拉巴赫冲突地区宣布全面停火，停止一切敌对行动。阿塞拜疆共和国和亚美尼亚共和国(下称“双方”)，应停留在目前各自的位置。 
2. 阿格达姆区应在2020年11月20日之前归还阿塞拜疆共和国。 
3. 沿纳戈尔诺-卡拉巴赫接触线和拉钦走廊，部署俄罗斯联邦维持和平部队，其中有1960名武装枪械军事人员、90辆装甲车以及380辆汽车和特种装备。 
4. 俄罗斯联邦的维持和平部队应在亚美尼亚军队撤离的同时部署。俄罗斯联邦维持和平部队的部署期限为5年，如果在当前期限届满前六个月，没有任何一方通知打算终止这一条款，则这一期限将自动延长5年。 
5. 为更有效地监测双方履行协议情况，将设立一个维持和平中心监督停火情况。
6. 亚美尼亚共和国应在2020年11月15日之前将克尔巴贾尔区归还阿塞拜疆共和国，并在2020年12月1日之前将拉钦区归还阿塞拜疆共和国。拉钦走廊(5千米宽)仍由俄罗斯联邦维持和平部队控制，该走廊将提供纳戈尔诺-卡拉巴赫和亚美尼亚之间的连接，但不经过舒沙领土。根据双方商定，未来三年内将拟定一项计划，通过拉钦走廊修建一条新路线， 以连接纳戈尔诺-卡拉巴赫和亚美尼亚，随后将重新部署俄罗斯维持和平部队保护这条路线。 阿塞拜疆共和国应保障沿拉钦走廊双向流动的人员、车辆和货物的安全。 
7. 境内流离失所者和难民应在联合国难民事务高级专员的监督下返回纳戈尔诺-卡拉巴赫领土和邻近地区。
8. 双方进行战俘、人质和其他被拘留人员以及死者遗体的交换。 

9. 该地区的所有经济和交通联系都应畅通无阻。亚美尼亚共和国应保障阿塞拜疆共和国西部地区与纳希切万自治共和国之间交通联系的安全，以便安排人员、车辆和货物畅通无阻的双向流动。俄罗斯联邦安全局边防卫队负责监督交通 连接。 根据双方商定，将修建新的交通线路，连接纳希切万自治共和国和阿塞拜疆西部地区。
阿塞拜疆国家新闻社也公布了《声明》的中文版本。

## 各方反应

### 亚美尼亚
签订协议后，亚美尼亚总理尼科尔·帕希尼扬表示：“这谈不上胜利，但也不算是失败，除非你认为自己失败了，我们也永远不会认为自己失败，这会成为我们民族团结与重生新时代的新开始。”亚美尼亚首都叶里温爆发大型示威活动。而亚美尼亚国会议长阿拉拉特·米尔佐扬被闯入议会的暴徒殴打。帕希尼扬表示米尔佐扬正在接受手术，未有生命威胁。

### 阿塞拜疆

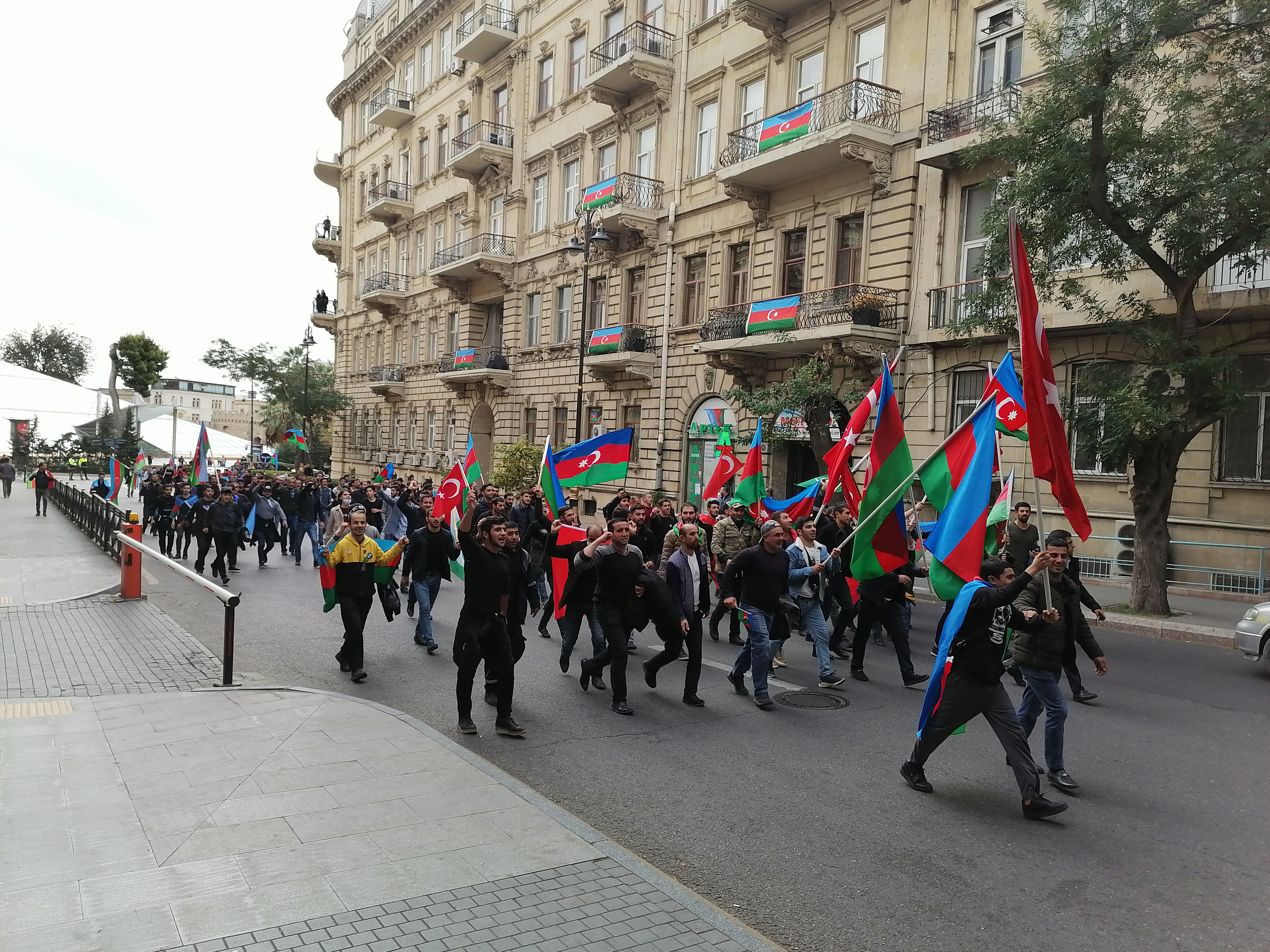
阿塞拜疆首都巴库的胜利庆祝活动

阿塞拜疆总统伊利哈姆·阿利耶夫回应协议时表示：“这项协议说明亚美尼亚已经屈服，（他们）长年累月的占领宣告结束。”阿塞拜疆全国各地举行大型祝贺活动，其中条约新闻公布地首都巴库的活动最为引人瞩目。11月25日，在亞美尼亞部隊撤出後，阿塞拜疆軍隊進駐克爾巴賈爾區。

### 国际社会

#### 组织
- 欧洲联盟对敌对活动的结束表示欢迎，希望后续谈判促成可持续的解决方案[18]。
- 突厥议会秘书长祝贺阿塞拜疆达成“解放被占领土地、收复主权的历史性成就”[19]。
- 联合国秘书长安东尼奥·古特雷斯发言人表示，“秘书长对协议同意结束敌对行动感到放心。我们一向关注平民福祉、人道主义行为及生命保护，希望如今达成的这项协议，和之前明斯克（集团）联合主席国所做的重要努力相一致[20]。”

#### 国家
- 法国表示停止敌对行动非常重要，敦促阿塞拜疆恪守条约条款，与亚美尼亚树立友谊关系[21]。
- 格鲁吉亚总统萨洛梅·祖拉比什维利庆祝亚美尼亚和阿塞拜疆同意结束敌对状态，向战争的遇害者家属表示慰问，希望南高加索地区能开启新时代[22]。
- 伊朗欢迎这些协议，希望协议能促成最终的解决方案，维和地区和平[23]。
- 摩尔多瓦外交事务及欧洲一体化部对协议表示欣慰和欢迎，将支持该地区根据国际规范和原则展开永续和平方案的探索工作[24]。
- 巴基斯坦外交部长在声明中表示：“我们祝贺阿塞拜疆政府和兄弟人民解放了领土”[25]。
- 俄罗斯总统弗拉基米尔·普京表示：“我们认为，协议的达成将在正义的基础上，为持久和全面解决纳戈尔诺-卡拉巴赫危机奠定必要的条件，有利于亚美尼亚和阿塞拜疆人民[4]。”
- 土耳其外交部长梅夫吕特·恰武什奥卢在协议签订后祝贺阿塞拜疆[26]。
- 英国外交、聯邦及發展事務大臣多米尼克·拉布欢迎协定，鼓励双方继续努力，以持久解决争端[27]。

## 后续

### 亚美尼亚撤军
11月13日起，克尔巴贾尔区的亚美尼亚人开始烧掉自己的家，回到亚美尼亚，避免被阿塞拜疆人占用。该区是第一次纳卡战争前曾是阿塞拜疆居民最多的地区，战后由亚美尼亚人居住。部分亚美尼亚人还带上了罹难亲属的遗体，也有人用卡车搬走全部家当。据法新社报道，Charektar村至少有六间民房被烧。11月15日，应亚美尼亚要求，阿塞拜疆将克尔巴贾尔区的亚美尼亚人完全撤离的截止时间延后10日至11月25日。阿塞拜疆总统办公室表示，他们是考虑到恶劣的天气及前往亚美尼亚的道路只有一条，而做出的决定。阿塞拜疆当局谴责平民和复员士兵离开当地时烧掉房屋，称这是“生态恐怖袭击”。

### 俄国维和部队进驻
早在2020年11月10日，俄罗斯按照协议组建的部队便已进入纳卡地区。协议签订前，俄军便空降至亚美尼亚。到12日，主要由第15独立机动步枪旅组成的俄军部队进驻斯捷潘纳克特，在当地部署观察哨。
2022年3月26日，俄罗斯国防部指责阿塞拜疆军队进入纳卡地区俄维和部队的负责区域并设置观察哨，违反俄阿亚三方签署的联合声明。阿塞拜疆否認俄罗斯国防部的指控。
2024年4月17日，克里姆林宮證實，進駐納戈爾諾-卡拉巴赫和拉欽走廊的俄維和部隊正在撤離該地區，該地區現已完全由亞塞拜然所控制
。

### 土耳其军队的角色
俄罗斯和土耳其国防部长签订合作备忘录，计划在阿塞拜疆成立俄罗斯-土耳其联合监察中心。然而俄方坚持土耳其的参与会限制监察中心在阿塞拜疆领土远程行动的能力，要求土耳其维和部队不进入纳卡地区。

### 重啟和談
亞美尼亞、阿塞拜疆雙方領袖和歐洲理事會主席夏尔·米歇尔會面和協調後，同意啟動和談，解決納戈爾諾-卡拉巴赫地區邊境爭議。